# Love Music (アルバム)
『Love Music』（ラブ・ミュージック）は、2009年11月25日に発売された森進一のカバー・アルバムである。

## 収録曲
1. I LOVE YOU
  - オリジナル：尾崎豊（1991年）
2. 桜坂
  - オリジナル：福山雅治（2000年）
3. 雪の華
  - オリジナル：中島美嘉（2003年）
4. 愛のままで…
  - オリジナル：秋元順子（2008年）
5. 愛人
  - オリジナル：テレサ・テン（1985年）
6. 天城越え
  - オリジナル：石川さゆり（1986年）
7. 蕾
  - オリジナル：コブクロ（2007年）
8. 涙そうそう
  - オリジナル：BEGIN（2001年）
9. 瞳をとじて
  - オリジナル：平井堅（2004年）
10. 吾亦紅
  - オリジナル：すぎもとまさと（2007年）